# Zundert
Zundert (phát âmⓘ) là một đô thị ở tỉnh Noord-Brabant, Hà Lan.
Zundert ở độ cao 10 km dưới mực nước biển Hà Lan (NAP), cách thành phố Breda 15 km về phía tây nam, cách Antwerp của Bỉ 35 km về phía đông bắc. Các đô thị bao quanh Zundert gồm: Etten-Leur và Breda ở phía bắc, Hoogstraten (Bỉ) về phía đông, Wuustwezel (Bỉ) về phía nam, Kalmthout (Bỉ) về phía tây nam, Essen (Bỉ) và Rucphen về phía tây. Zundert là một trong những đô thị nông nghiệp nhất ở Hà Lan.

## Các trung tâm dân số
- Zundert (dân số: 7.520)
- Rijsbergen (6.210)
- Klein-Zundert (2.,850)
- Wernhout (2.570)
- Achtmaal (1.,680)

## Vincent van Gogh
Vincent van Gogh sinh ra và trải qua thời niên thiếu ở Zundert. Ông sinh ngày 30 tháng 3 năm 1853 trong một ngôi nhà nhỏ ở phố chính Zundert, "Markt 29". Ngôi nhà cũ quá nát nên không thể giữ lại được nhưng có một tấm biển đặt ở nơi này để tưởng nhớ nơi sinh ra ông. Tháng 5 năm 2007, người ta đã trùng tu ngôi nhà tại Markt 29 và ngôi nhà bên cạnh. Bảo tàng và phòng trưng bày về cuộc đời van Gogh đã được khai trương năm 2008.

## Các sự kiện

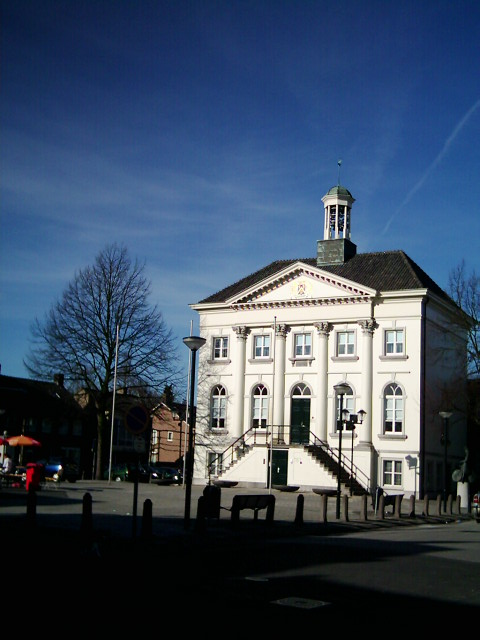
Tòa thị chính

Zundert có hội diễu hành hoa hàng năm. Lễ hội này có từ năm 1836. Tùy theo thời tiết, có khoảng 50.000 người tham gia lễ hội này. www.bloemencorsozundert.nl